# Amphipneustes koehleri
Amphipneustes koehleri is een zee-egel uit de onderorde Paleopneustina. Voor de taxonomische positie, zie onder het geslacht.
De wetenschappelijke naam van de soort werd in 1905 gepubliceerd door Theodor Mortensen.